# Roy Cheetham
Roy Alexander John Cheetham (Eccles, 21 dicembre 1939 – Manchester, 8 dicembre 2019) è stato un calciatore inglese, di ruolo difensore.

## Biografia
Cheetham  nacque a Eccles ma originario di Newton Heath. Ha avuto due figli, Nicola e Dean.

## Carriera
Cheetham cresce e si forma nel Manchester City, club in cui milita nella prima squadra per dodici stagioni, dal 1957 al 1968, di cui otto nella massima serie inglese. Esordisce nella vittoria esterna per 2-1 contro il Luton Town dell'8 marzo 1958. Pur non essendo un titolare fisso, era considerato la prima riserva dei Citiziens.
Con il City vince la Second Division 1965-1966 e soprattutto il campionato 1967-1968.
Ha giocato con i Blue in totale 137 incontri ufficiali, segnando sei reti.
Rimase sempre legato al club di Manchester, divenendo tesoriere dell'associazione degli ex-calciatori dei Citiziens e venendo scelto per rappresentare la società ai funerali del grande Ferenc Puskás nel 2006.
Nel 1968 viene ingaggiato dagli statunitensi del Detroit Cougars, per disputare la prima edizione della North American Soccer League. Con il club di Detroit ottiene il quarto ed ultimo posto della Lakes Division.
Ritornato in patria, passa al Charlton con cui non gioca però alcun incontro e nel dicembre dello stesso anno passa al Chester City. 
Con il Chester milita sino al 1972, sempre nella Fourth Division.
Terminata l'esperienza al Chester, torna in America per divenire l'allenatore dei canadesi del Windsor Stars, club della NSL. Allenerà gli Stars per due stagioni, venendo sollevato dall'incarico nel corso della stagione 1976, sostituito dallo jugoslavo Ivan Marković. Ritornato in patria diventa l'allenatore-giocatore del Great Harwood Town.

## Palmarès

### Competizioni nazionali
- Second Division: 1

Manchester City: 1965-1966
- Campionato inglese: 1

Manchester City: 1967-1968